# Soyapango
Die Stadt Soyapango ist ein Municipio in El Salvador, sie befindet sich im Departamento und in der Área Metropolitana von San Salvador.

## Geographie
Soyapango befindet sich 7 Kilometer östlich des Stadtzentrums von San Salvador, im Norden begrenzt durch die Gemeinden: Ciudad Delgado und Tonacatepeque, im Süden grenzt es an Santo Tomas und San Marcos, im Osten grenzt es an die Gemeinde Ilopango und im Westen an Ciudad Delgado und San Salvador.
Topografische Erhebungen sind der Cerro San Jacinto und der Cerro El Mirador. Die Topografie von Soyapango ist im Süden bewegter als im Norden.
Flussläufe: 
Río El Acelhuate, Río El Cañas, Río Tapachula, Río Chantecuán, Río El Sumpa, Río El Sauce y Río El Chagüite. 
Quebradas: Quebrada El Arenal und Quebrada El Aposento
Die Wasserläufe werden häufig zur Beseitigung fester und flüssiger Giftstoffe missbraucht,
Weshalb sie hochgradig durch industrielle Abwässer und Abfälle kontaminiert und durch häusliche Abwässer belastet werden.
Das Klima gleich dem von San Salvador, zu welchem es Studien gibt.
Es hat ein ganzjährig warmes Klima, dabei sind die Monate Dezember Januar, Februar die kühlsten Monate.
Die Temperaturen fallen selten unter 20 °C.
Von Ende Oktober bis Ende März ist die Trockenzeit und es regnet sehr wenig, es ist windig und 
das Klima ist etwas frischer.
Von April bis September ist Regenzeit, in welcher es besonders in Flussnähe zu Überflutungen kommen kann. Es ist sehr warm.

## Geschichte
Auf Nawat, welches von den Pipiles in der Gegend von Soyapango gesprochen wurde, bedeutet Soyat oder Zuya eine Palmenart und Pango Tal oder Ebene.
Am 20. November 1542 wurden in Spanien die Ordenanzas de Barcelona (leyes nuevas) erlassen, welche 40 Artikel umfassten. Mit dem 11. Artikel wurde die Real Audiencia de los Confines entre Tierra Firme (Nicaragua und Guatemala) geschaffen. Dieses Gremium vertrat die königliche Richtergewalt und vertretungsweise auch den Vizekönig in diesem Teil Neuspaniens. In ihr entschieden vier Oidores, der dienstälteste hatte den Vorsitz. Am 15. Januar 1543 war Alonso de Maldonado geschäftsführender Gouverneur, die weiteren Oidores waren Diego de Herrera, Pedro Ramírez de Quiñónez und Juan Rogel.
Am 15. Januar 1543 war diese Real Audiencia de los Confines entre Tierra Firme in der Ciudad de Gracias a Dios in Honduras und erteilte an 182 Orte den Titel Pueblo (Dorf). 
In den Urkunden wurde der Ort Coyapango bezeichnet der heute das Zentrum des Municipios Soyapango ist.
Die erste Verwaltungseinheit von San Antonio Zoyatpango del Llano gehörte zur Intendencia de San Salvador, welche wiederum zur Partido de San Salvador gehörte. Damals war das Gebiet des heutigen El Salvadors in 17 derartige Partidos gegliedert.
Am 7. Februar 1824, bevor El Salvador verfassungsmäßig gegründet worden war, war das Gebiet von Soyapango der Alcaldía Mayor de Sonsonate zugeschlagen worden.
Am 12. Juni 1824 war Juan Manuel Rodríguez Supremo Director des neu entstandenen El Salvadors.
Die erste Verfassung von El Salvador gliederte El Salvador in vier Verwaltungseinheiten: San Salvador, Sonsonate, San Vicente und San Miguel.
Bei derselben Gelegenheit wurden die 24 Casrios, welche zwischen 1786 und 1824 Soyapango gebildet hatten, zu Dörfern und Soyapango zum Municipio aufgewertet.
Fernando Figueroa wertete Soypangon am 16. Mai 1907 Villa auf, was am 21. Mai 1907 im Diario Oficial veröffentlicht wurde.
Am 21. Januar 1969 wertete Fidel Sánchez Hernández die Soyapango zur Ciudad (Stadt) auf.

## Bildungseinrichtungen
In Soyapango gibt es 34 öffentliche und 14 private Schulen zu den privaten Schulen gehört die Universidad Don Bosco.

## Industrie und Handel
Im Municipio Soyapango findet die heftigste industrielle Aktivität von El Salvador statt.
Es gibt eine Lebensmittelindustrie, Textilindustrie, Lederindustrie, Streichholzproduktion, pharmazeutische Betriebe,
Farbenproduktion, Waschmittelproduktion, Destillerien, Geflügelschlachtereien, Papier- und Kartonagenfabriken, Köhlereien.
Es gibt große Einkaufszentren wie Plaza Soyapango, Unicentro und Plaza Mundo.
Hier arbeiten auch mehr als 5000 Menschen mit informellen Gewerben sie entsprechen nicht den Kreditvergabekriterien der Banken und müssen sich ihren Lebensunterhalt mit Straßenverkauf bestreiten.
Ein Abwandern der Industriebetriebe in andere Municipios stellt eine Drohung dar, da mit ihnen die Arbeitsplätze gehen und es in Soyapango bereits viele Erwerbslose gibt.

## Verkehr
In Soyapango verkehren mehr als 1000 kollektive Transportfahrzeuge. 
Hier passieren die Busse in den Osten von El Salvador. 
Der Fuhrpark wird auf 50.000 Fahrzeuge geschätzt dazu gehören Individualverkehr. Taxiunternehmen und kollektiver öffentlicher Personennahverkehr, was den Verkehrsraum häufig überlastet und auch die Luft gesundheitsgefährdend in Anspruch nimmt.

## Fiestas
Das Patronatsfest der Kirche Nuestra Señora del Rosario wird die ersten zwölf Tage im Oktober gefeiert. Dazu gehören Prozessionen, eine Wirtschafts- und Kunsthandwerksmesse.
Eine Kirchweih mit mechanischem Spielzeug für Erwachsene und Kinder.

## Persönlichkeiten
- Léster Blanco (* 1989), Fußballspieler
- Roberto Rivas (1941–1972), Fußballspieler